# Daniel Keil
Daniel Keil (* 1. September 1977 in Dresden) ist ein ehemaliger deutscher Footballspieler.

## Laufbahn
Der 1,85 Meter messende Verteidigungsspieler stand in Diensten der Dresden Monarchs, ehe er 2001 zu den Hamburg Blue Devils wechselte. Er gehörte in den Jahren 2001, 2002 und 2003 zum Hamburger Aufgebot und errang mit der Mannschaft in allen drei Jahren den deutschen Meistertitel.
Anschließend spielte er wieder für die Dresden Monarchs, ab 2006 dann für die Hohenems Blue Devils in Österreich. Zur Saison 2009 verstärkte er die Berlin Adler.
2010 wechselte Keil zu den Calanda Broncos in die Schweiz. 2012 gewann er mit der Mannschaft den Eurobowl, in den Jahren 2010, 2011, 2012 und 2013 zudem die Schweizer Meisterschaft. Im Anschluss an das Ende der Spielzeit 2013 zog er sich zurück.